# Hansjörg Weitbrecht (Soziologe)
Hansjörg Weitbrecht (* 4. Mai 1938 in Blaubeuren; † 10. Januar 2019 in Weinheim) war ein deutscher Industrie- und Betriebssoziologe.

## Leben und Wirken
Nach seinem Abitur am Wirtschaftsgymnasium in Ulm absolvierte Weitbrecht von 1957 bis 1962 sein Studium der Betriebswirtschaftslehre und Soziologie an der Universität München, welches er mit der Prüfung zum Diplomkaufmann abschloss. Danach entschloss er sich zu einem Zweitstudium der Soziologie an der Universität Tübingen bei Ralf Dahrendorf. Als Fulbright-Stipendiat belegte er an der University of California, Berkeley, einen Master-Studiengang, den er mit einem Master of Arts im Jahre 1964 abschloss. Nach seiner Rückkehr nach Deutschland wurde Weitbrecht wissenschaftlicher Assistent am Lehrstuhl für Soziologie von M. Rainer Lepsius an der Universität Mannheim, wo er 1968 zum Dr. phil. promoviert wurde.
Anschließend begann Weitbrecht ein Arbeitsverhältnis in dem US-amerikanischen IT- und Beratungsunternehmen International Business Machines Corporation (IBM), wo er bis 1981 sowohl an mehreren deutschen Standorten als auch an der europäischen Zentrale in Paris mehrere leitende Funktionen durchlief. Im Jahre 1981 wechselte Weitbrecht zur Landesgirokasse Stuttgart, wo er die Personalleitung übernahm, dem 1986 ein Wechsel zu Boehringer Mannheim folgte, wo er die Leitung der Hauptabteilung Personal Diagnostica erhielt. Schließlich erfolgte im Jahre 1994 die Ernennung zum Honorarprofessor an der Universität Heidelberg. Ein Jahr später beendete er sein Arbeitsverhältnis bei Boehringer Mannheim und gründete 1996 zusammen mit Stephan Fischer die O & P Consult AG, ein Unternehmen für Organisation- und Personalentwicklungsberatung mit Sitz in Heidelberg. Ab 2002 war er stellvertretender Vorsitzender im Aufsichtsrat dieses Unternehmens, welches ein Jahr zuvor Aktiengesellschaft geworden war.
Hansjörg Weitbrecht war der Verfasser mehrerer Fachpublikationen und zahlreicher Aufsätze in verschiedenen Fachzeitschriften. Er war Gründungsherausgeber und lange Zeit zusammen mit David Marsden, Walther Müller-Jentsch, Dieter Sadowski, Jörg Sydow und Franz Traxler Mitherausgeber der Zeitschrift Industrielle Beziehungen – Zeitschrift für Arbeit, Organisation und Management (The German Journal of Industrial Relations) im Rainer Hampp-Verlag in Mering (inzwischen beim Verlag Barbara Budrich in Opladen).
Er engagierte sich in gemeinnützigen Vereinen, wie in der German Industrial Relations Association (GIRA), der deutschen Zweigorganisation der weltumspannenden International Labour and Employment Relations Association (ILERA) sowie in der Wirtschaftsgilde, dem Evangelischen Arbeitskreis für Wirtschaftsethik und Sozialgestaltung (gegründet 1948 in der Evangelischen Akademie in Bad Boll). In beiden Vereinen amtierte er über viele Jahre als Vorstandsmitglied.
Weitbrecht starb am 10. Januar 2019 an den Folgen einer Amyotrophen Lateralsklerose im Alter von 80 Jahren in Weinheim an der Bergstraße.

## Schriften (Auswahl)
- Effektivität und Legitimität der Tarifautonomie. Eine soziologische Untersuchung am Beispiel der deutschen Metallindustrie. Duncker & Humblot, Berlin 1969 (Volkswirtschaftliche Schriften 133, ISSN 0505-9372), (Zugleich: Mannheim, Univ., Diss., 1969).
- Wirkung und Verfahren der Tarifautonomie : ein soziologischer Vergleich zum Konflikt der Tarifpartner in Wirtschaft und öffentlichem Dienst. Nomos-Verlagsgesellschaft, Baden-Baden 1973, ISBN 3-7890-0080-9.
- Mitbestimmung, Human Resource Management und neue Beteiligungskonzepte : Expertise für das Projekt „Mitbestimmung und neue Unternehmenskulturen“ der Bertelsmann-Stiftung und der Hans-Böckler-Stiftung. Verlag Bertelsmann-Stiftung, Gütersloh 1998, ISBN 3-89204-379-5.
- (Hg. mit Walther Müller-Jentsch): The Changing Contours of German Industrial Relations. Rainer Hampp Verlag, München und Mering 2003, ISBN 3-87988-739-X.